# Scowlitz Indian Reserve 1
Scowlitz Indian Reserve 1 är ett reservat i Kanada.   Det ligger i provinsen British Columbia, i den södra delen av landet, 3 500 km väster om huvudstaden Ottawa. Scowlitz Indian Reserve 1 ligger vid sjöarna  Bateson Slough och Duncan Slough.
Trakten runt Scowlitz Indian Reserve 1 består till största delen av jordbruksmark. Runt Scowlitz Indian Reserve 1 är det ganska tätbefolkat, med 248 invånare per kvadratkilometer.